# Vollformatsensor

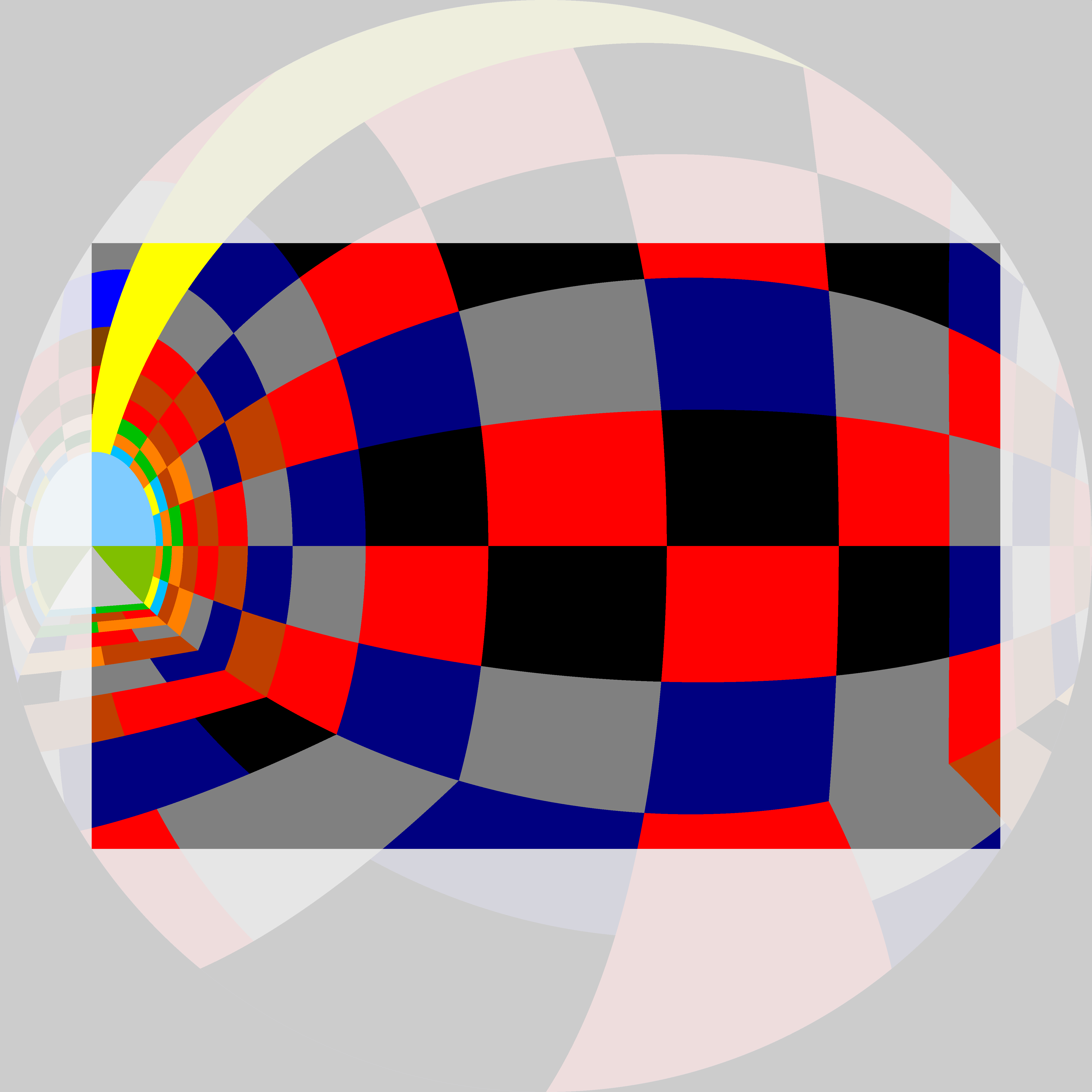
Rechteckiges Bildfeld eines Vollformatsensors im Bildkreis eines Kleinbild-Objektives. Die Ecken des Bildfeldes reichen bis zum Rande des Bildkreises.

Vergleich Sensorgrößen

Im engeren Sinne steht Vollformat für ein Film- oder Sensorformat, welches den Bildkreisdurchmesser der an der fraglichen Kamera eingesetzten Objektive voll ausnutzt.
Im heute gebräuchlichen, umgangssprachlichen Sinne ist Vollformatsensor (englisch full-frame sensor, Abk.: FF, bei Nikon FX-Format) ein Marketingbegriff für einen in Digitalkameras enthaltenen elektronischen Bildsensor. Er bezeichnet ein Bildformat, das dem des 35-mm-Kleinbildfilms entspricht, also annähernd 24 × 36 mm. Mit dem Begriff klassifizieren Digitalkamerahersteller eine entsprechende Bildsensorgröße ihrer Produkte und heben sie von kleineren Bildformaten wie z. B. dem digitalen APS-C-Format oder dem Vierdrittel-Format ab.

## Geschichte
Das Kleinbildformat 24 × 36 mm hatte sich bei Fotokameras für Farb- oder Schwarzweißfilm über Jahrzehnte als Quasistandard etabliert. Bei der Entwicklung der ersten digitalen Systemkameras für die Großserie griff man aus Kompatibilitätsgründen auf bestehende Kleinbild-Systeme (wie Canon EOS, Minolta A, Nikon F, Pentax K etc.) zurück. Jedoch wurden zunächst aus technischen und Kostengründen nur Halbleiter-Bildwandler geringerer Größe eingesetzt. Es setzten sich Kameras mit einem Formatfaktor von ca. 1,5 bis 1,7 als Standard durch, in einigen Modellen auch Faktor 1,3. Diese kleineren Sensorgrößen werden als APS-C- bzw. APS-H-Sensoren bezeichnet. Erst um 2000 wurden Sensorgrößen mit Sensoren in einem Format verbreiteter, das dem Kleinbildformat der analogen Fotografie in etwa entsprach.
Ab Anfang der 2000er Jahre wurden serienmäßig Bildsensoren mit dem vollen Kleinbildformat angeboten, die zur Unterscheidung von den kleineren Vorläufern als full frame sensor bzw. Vollformatsensor vermarktet wurden. Heute existieren daneben auch digitale Bildsensoren mit Größen, die über das sog. Vollformat hinausgehen (vgl. Mittelformatkamera).

## Eigenschaften der Sensoren
Vollformatsensoren sind im Vergleich zu kleineren Sensoren teurer in der Herstellung.
Das Signal-Rausch-Verhältnis eines Sensors, also das Intensitätsverhältnis des Bildsignals zum in der Regel störenden Bildrauschen, wird einerseits durch elektrotechnische bzw. festkörperphysikalische Merkmale des Sensors, andererseits durch die auf die Sensorfläche einfallende Lichtmenge bedingt. Je größer diese Lichtmenge ist, desto vorteilhafter ist das Signal-Rausch-Verhältnis bei gleichbleibender Rauschamplitude. Bei gleicher Belichtung ist die vom Film oder Sensor eingefangene Lichtmenge proportional zur Fläche des Aufnahmeformates.

## Objektive
Werden Kleinbild-Objektive, welche vor der Digitalisierung der Fotografie entworfen wurden, an Digitalkameras eingesetzt, so treten oftmals Schwächen zutage.
Die Oberfläche von Filmmaterial ist matt; ein Halbleiter-Bildwandler besitzt eine spiegelnde Oberfläche. Das bedeutet, in Digitalkameras entsteht stärkeres und gerichteteres rückwärtiges Streulicht als in Kameras für Film. Vor Einführung der Digitalfotografie konstruierte Objektive sind darauf nicht abgestimmt, so dass es in manchen Fällen zu Kontrastverlusten oder einem hellen Fleck (englisch hot spot) in der Bildmitte kommen kann.
Verwendet man Objektive, welche für Vollformatkameras konstruiert wurden, an Kameras mit einem kleineren Aufnahmeformat, so reduziert sich der genutzte Bildwinkel. Die mit dem Bildwinkel assoziierte Brennweite verlängert sich scheinbar um den Formatfaktor. Es wird nur der zentrale Bereich der Abbildung durch das Objektiv erfasst. So werden etwaige Schwächen am Bildrand (Schärfeabfall, Vignettierung, Farbquerfehler) ausgeblendet. Andererseits erhöht sich durch das kleinere Aufnahmeformat der Anspruch an das allgemeine Auflösungsvermögen.

## Kameras
Die folgende Tabelle nennt Kameramodelle, in denen unterschiedliche Vollformat-Bildsensoren eingebaut sind. Die Liste erhebt keinen Anspruch auf Vollständigkeit.
| Markteinführung (Jahr) | Modell(e) |
| ---------------------- | --- |
| 2002                   | Contax N Digital, Canon EOS 1Ds |
| 2003                   | Kodak DCS Pro 14n |
| 2004                   | Kodak DCS Pro SLR/n, Kodak DCS Pro SLR/c, Canon EOS 1Ds Mark II |
| 2005                   | Canon EOS 5D |
| 2007                   | Nikon D3, Canon EOS 1Ds Mark III |
| 2008                   | Nikon D700, Sony Alpha 900, Canon EOS 5D Mark II, Nikon D3X |
| 2009                   | Sony Alpha 850, Leica M9, Nikon D3s |
| 2011                   | Leica M9-P |
| 2012                   | Nikon D4, Canon EOS 1D X, Nikon D800/D800E, Canon EOS 5D Mark III, Sony Alpha 99, Nikon D600, Canon EOS 6D, Canon EOS 1D C, Sony RX1, Leica M Monochrom, Leica M-E |
| 2013                   | Sony RX1R, Nikon D610, Sony Alpha 7, Sony Alpha 7R, Nikon Df, Leica M                                                                                              |
| 2014                   | Nikon D4S, Sony Alpha 7S, Nikon D810, Nikon D750, Sony Alpha 7 II                                                                                                  |
| 2015                   | Nikon D810A, Canon EOS 5DS, Sony A7R II, Leica Q, Sony RX1R II, Sony A7S II, Leica SL                                                                              |
| 2016                   | Nikon D5, Canon EOS 1D X Mark II, Pentax K-1, Canon EOS 5D Mark IV, Sony Alpha 99 II                                                                               |
| 2017                   | Leica M10, Canon EOS 6D Mark II, Sony Alpha 9, Nikon D850, Sony Alpha 7R III                                                                                       |
| 2018                   | Sony Alpha 7 III, Nikon Z 6, Nikon Z 7, Canon EOS R, Pentax K-1 Mark II                                                                                            |
| 2019                   | Canon EOS RP, Panasonic Lumix DC-S1, DC-S1R und DC-S1H, Leica Q2, Sony Alpha 7R IV, Sony Alpha 9 II                                                                |
| 2020                   | Nikon D6, Canon EOS 1D X Mark III, Canon EOS R5, Canon EOS R6, Nikon Z 5, Nikon Z6II, Nikon D780, Sony Alpha 7C                                                    |
| 2021                   | Canon EOS R3, Nikon Z 9, Sony Alpha 1, Sony Alpha 7 IV, Sony FX3                                                                                                   |
| 2022                   | Canon EOS R6 Mark II, Sony Alpha 7R V |
| 2023                   | Canon EOS R8, Nikon Z 8, Nikon Z f |
| 2024                   | Sony Alpha 9 III, Nikon Z6III, Canon EOS R5 Mark II, Canon EOS R1                                                                                                  |
| 2025                   | Sony RX1R III |

Mit der Sitina 1 existiert zudem eine Vollformatkamera als Open-Source-Hardware zum freien Nachbau. Das seit 2017 in konstanter Weiterentwicklung befindliche und von Wenting Zhang initiierte Modell ist unter MIT- und CERN-Open-Hardware-Lizenz veröffentlicht.